# Sveriges Elevkårer
Sveriges Elevkårer är en organisation för elevkårer på gymnasieskolor över hela Sverige, vars syfte är att skapa förutsättningar för sina medlemsorganisationer att skapa en mer givande skoltid för eleverna på sin skola . Elevkårerna i organisationen fattar beslut om organisationen och väljer styrelse på organisationens kongress eller årsmöte.
Sveriges Elevkårer har systerorganisationen Sveriges Elevråd. 
Organisationen bildades 1952. Dess nuvarande ordförande är Jonatan Lamy.

## Organisationens historia

### Elevförbundets historia (1938–1982)
Elevförbundet bildades ur TLE, Tekniska Läroverkens Elevförbund som tidigare hette STLE, Statens Tekniska Läroverks Elevförbund och bildades 1938 i Göteborg, Malmö och Stockholm. Organisationen arbetade ursprungligen mest med elevsocial verksamhet såsom  saminköp av ingenjörsringar, anordnande av skoldanser och försäljning av rabatterat skolmaterial. Organisationen utgav med start 1952 tidskriften TLE-nytt, som 1969 uppgick i tidskriften Gymnasieingenjören. Mellan 1958 och 1962 gjordes en rad större förändringar i organisationens struktur som ledde till ett mer resultatinriktat nationellt arbete. Under de fyra åren nästan fördubblade TLE sitt medlemsantal från cirka 5 500 till över 10 000 enskilt anslutna.
I samband med att övergången till enhetsskolan blev klart 1972 bytte TLE namn till Elevförbundet och anslöt då elevkårer från alla gymnasieskolor. Förändringen från att bara fokusera på tekniska läroverk påbörjades dock tidigare. Redan 1961 blev den första elevkåren från ett allmänt läroverk medlem.
Under 1960- och särskilt 1970-talet präglades organisationen mer och mer av skolpolitisk debatt. Motsättningar uppstod mellan dem som stod för en mer traditionell elevsocial verksamhet och dem som ville arbeta mer skolpolitiskt. Trots dessa motsättningar så kom båda sidorna att rymmas inom organisationen.

### SECO:s historia (1952–1982)
Sveriges Elevkårer grundades 1952 under namnet Sveriges Elevråds Centralorganisation (SECO) på initiativ från SEO, Stockholms Elevråds Organisation som funnits sedan 1948. Av kostnadsskäl hade man gemensam styrelse fram till 1955. I slutet av 1950-talet bytte organisationen namn till Sveriges Elevers Centralorganisation (SECO).
Den första Elevriksdagen (vilket organisationens årsmöte döptes till) med representanter från hela landets elevråd ägde rum 1959 på studenthemmet Nyponet i Stockholm, följt av Elevriksdagen 1962 på Börshuset i Göteborg, 1964 av en på Foresta, Lidingö och 1965 av en fjärde på Ronneby Brunn med 400 skolor representerade. Därefter hölls elevriksdagar varje år med 120 deltagare utsedda av distriktsorganisationerna.
SECO arbetade främst för ökad rättssäkerhet för eleverna, till exempel rätten att överklaga satt betyg. Dessutom arbetade man för en sekulär skola och för att den obligatoriska morgonbönen skulle ersättas med morgonsamling och kristendomsämnet skulle få namnet religionskunskap. SECO anordnade stora insamlingar, så kallade Dagsverken. Insamlade medel gick bland annat till skolbyggen i Algeriet, Peru och Moçambique. Vid den omfattande lärarstrejken 1966 övertog SECO:s elevråd det praktiska ansvaret för skolorna och elevernas verksamhet, vilket gav stor uppmärksamhet i media.
Fram till 1969 ägde SECO ett aktiebolag, SECO AB. Bolaget bedrev bland annat försäljning av resor, skolmaterial och elevförsäkringar. 
SECO präglades hårt av de politiskt stormiga åren runt 1968. Flera olika politiska fraktioner slogs om makten inom SECO.
Efter 1969 övergick organisationen till att vara en organisation mer för elevkårer (lokala sammanslutningar med enskilt medlemskap, liknar lokala fackklubbar), än för skolors elevråd (organ som klassrepresentation företräder alla skolans elever). Den bakomliggande tanken var att elevkårerna var mer demokratiska eftersom de byggde på direktdemokrati till skillnad från elevråden, som bygger på en representativ demokrati. På 1970- och 1980-talen präglades organisationen av kampen för elevdemokrati och mot betygen. Demonstrationer i Stockholm samlade över 10 000 deltagare.

### Elevorganisationens bildande
SECO och Elevförbundet hade under flera år fört samtal om ett samgående. Samtalen, som under slutskedet fördes i en grupp bestående av representanter från båda organisationerna, ledde till att organisationerna 1982 kunde hålla kongresser tillsammans på Stockholmsmässan i Älvsjö. Efter att de båda kongresserna beslutat att upplösa sina respektive organisationer, samlades man tillsammans till en konstituerande kongress för Elevorganisationen.

### 1982–1994
Efter sammanslagningen av SECO och Elevförbundet fick den nya organisationen snabbt upp farten framför allt inom det elevfackliga området. Nedskärningarna inom skolan blev också en källa till inspiration för nationellt samordnade kampanjer. Hösten 1983 genomfördes exempelvis en nationell kampanjdag mot så kallade lärarlösa lektioner.
Samtidigt förekom slitningar inom Elevorganisationen. En gruppering ville skapa en organisation byggd på individuellt medlemskap och en stark centralorganisation med de fackliga organisationerna på arbetsmarknaden som förebild. På skolorna skulle medlemmarna organiseras i elevkårer. Det individuella medlemskapet skulle innebära en större självständighet gentemot skolan. En annan gruppering ville att Elevorganisationen skulle blir mer av en samarbetsorganisation mellan elevråd som inte bara representerade individuellt anslutna medlemmar. I samband med Elevriksdagen i Gävle 1983 kulminerade dessa slitningar i en misstroendeyttring vid omvalet av förbundsordföranden John Hassler som företrädde den första grupperingen. I en sluten omröstning röstade 25 procent av ombuden nej eller blankt i valet av John Hassler till ännu ett år som förbundsordförande, men John Hassler blev ändå vald av en klar majoritet. Trots att den gruppering som stod för en mer centraliserad organisation då vann denna strid har utvecklingen senare gått mot en mer decentraliserad organisation i linje med den andra grupperingens syn. 
En återkommande diskussionsfråga under 1980-talet var de ökande kostnader som drabbade framförallt gymnasieelever i form av inköp av skolmaterial (block, pennor, miniräknare, med mera). Av denna anledning bildades år 1990 Elevkontoret som erbjöd skolmaterial till inköpspris. Materialet såldes på skolorna av lokalavdelningarna (elevkårerna).

### 1994–2006
Elevorganisationens utveckling har, liksom många andra ungdomsorganisationer, karakteriserats av snabba och genomgripande förändringar. Under perioden 1994–2006 genomgick organisationen stora förändringar. Processen kan, något förenklat, beskrivas som att organisationen utvecklats från en "elevfacklig organisation", via en "intresseorganisation för elever", därefter "samarbetsorganisation" till att beskriva sig som "centralorganisation för elevråd".
Fram till 1995 tillät organisationen endast elevkårer som medlemmar. En elevkår är en självständig organisation som består av de elever på skolan som själva valt att gå med i kåren medan ett elevråd automatiskt omfattar alla elever på skolan. Elevråd, vilket i praktiken var den vanligaste sättet för elever att organisera sig på skolorna i Sverige, var tvungna att ombilda sig till en elevkår om de ville ansluta sig. Elevråd på grundskolor kunde dock ansluta sig om de hade som avsikt att senare ombilda sig till elevkårer. På Elevriksdagarna 1994 och 1995 beslutades att öppna organisationen också för elevråd. I avsaknad av en organisation för elevråd hade dock redan Sveriges Elevråd - SVEA hunnit bildas och det fanns åter två organisationer för elevråd och elevkårer. 
En kritik fanns samtidigt inom organisationen att för lite fokus ägnades åt de praktiska problem som elevråden och elevkårerna mötte i sin vardag - konflikter med lärare och skolledning, arbetsmiljöfrågor, omotiverade ordningsregler etc. Projektet "Sätt hårt mot hårt" sjösattes därför av förbundsstyrelsen 1995. På förbundsnivå inrättades funktionen Elevombudsmannen.
Utvecklingen fortsatte och 1998 utropades till "medlemsorganisationsåret" (med medlemsorganisation avsågs de anslutna elevråden och elevkårerna). Förbundsorganisationens arbete inriktades på att hjälpa distrikten, vars uppgift skulle renodlas till att hjälpa sina medlemsorganisationer.
Runt år 2000 intensifierades kritiken mot att organisationens arbete med skolpolitik. Många menade att ställningstagandena mot betyg och friskolor alienerade många potentiella medlemmar och försköt fokus från det lokalfackliga arbetet. På Elevriksdagen 2001 togs dessa två ställningstaganden bort ur det skolpolitiska programmet. Arbetet fokuserades istället på frågor som "fritt intag till alla gymnasieprogram" och att "elever skulle få möjlighet att överklaga sina betyg". 2005 avskaffades det skolpolitiska programmet till förmån för mindre, frivilliga sammanslutningar av elevråd som var överens i en viss fråga.
Fram till år 2004 hade Elevorganisationen en typisk, traditionell föreningsstruktur, uppdelad i lokalavdelningar (elevråd och elevkårer), distrikt och förbund. År 2004 avskaffades distriktsnivån och de lokala elevråden fick direkt representation på Elevriksdagen.

### 2007–2012
Elevriksdagen 2007 beslutade att byta namn på organisationen till Sveriges Elevråds Centralorganisation (SECO). 
Sedan 2008 äger Sveriges Elevråds Centralorganisation (SECO) förlaget Elevrörelsens förlag, som ger ut böcker om elevers organisering och inflytande. Samtidigt beslutas det att sluta använda namnet Elevriksdagen, vilket årsmötet har kallats sedan 1952.
På årsmötet 2009 antog medlemsorganisationerna ett principprogram för hur elever ska organisera sig. I principprogrammet slår man fast att en organisering ska ske självständigt från skolan struktur och i elevkårer. Principprogrammet blev startskott för det arbete som organisationen nu bedriver för att få fler elever att starta upp elevkårer på sina skolor.
På årsmötet 2010 beslutade man att grunda organisationen Sveriges Elevråd för att dela upp organisationen mellan gymnasiet och övre grundskolan. Sveriges Elevråd hade då över 10 000 medlemmar.

### 2012–
Den 1 juli 2012 bytte Sveriges Elevråds Centralorganisation (SECO) namn till Sveriges Elevkårer.

## Tidigare ordförande

### TLE/STSE
- 1942-1943 Ingvar Schönberg
- 1944-1945 Gunnar Jansson
- 1945-1946 Erik Dalberg
- 1946-1947 Rolf Beijer
- 1947-1948 Stig Wärnling
- 1948-1949 Birger Nordmark
- 1949-1950 Karl-Erik Westerlund
- 1950-1951 Mats Inge
- 1951-1953 Karl-Erik Blomberg
- 1953-1954 Anders Löf
- 1954-1956 Magnus Lettius
- 1960-1961 Jan Ubbe
- 1961-1962 Nils-Olov Gotschalk
- 1963-1971 Okänd

### Elevförbundet
- 1972-1974 Okänd
- 1975-1978 Jonny Nilsson
- 1978-1981 Mats Wingborg
- 1981-1982 John Hassler

### Sveriges Elevers Centralorganisation (SECO)
- 1951 Torbjörn Carle
- 1952 Hans Jalling
- 1953 Kerstin Frid
- 1954 Christer Ahlberg
- 1955 Staffan Berglund
- 1956 Ernst Klein
- 1957 Gabriel Romanus
- 1958 Carl Johan De Geer
- 1959 Jacob Palme
- 1960 Lennart Rydberg
- 1961–1962 Mats Gullers
- 1962 Staffan Thorsell
- 1963 Hans Iwan Bratt
- 1964 Rolf Granstrand
- 1965 Torbjörn Wikland
- 1966 Jan-Erik Furubo
- 1967 Hans Dahlgren
- 1968 Ulf Göransson
- 1969 Katarina Engberg
- 1970 Ian Elliot
- 1971 Susanne Olsson
- 1972-1973 Christer Bergquist
- 1973 Bo W Raattamaa
- 1974–1975 Hans Keil
- 1976 Dan Sjöholm
- 1977–1978 Johan Rådmark
- 1979–1982 Lars Bryntesson

### Elevorganisationen
- 1982–1984 John Hassler
- 1984–1987 Lars Karlsson
- 1987–1990 Helene Lewin (senare Åkerlind)
- 1990–1993 Marika Östman (senare Sjöström)
- 1993–1996 Cristopher Tägtström
- 1996–1999 Jan H Ekbrand
- 1999–2002 Mattias Schain
- 2002–2004 Lina Winkler
- 2004–2006 Seher Yilmaz
- 2006–2007 Eva Thalén

### Sveriges Elevråds Centralorganisation
- 2007–2009 Mikael Grenefalk
- 2009–2010 Susanna Bollhem
- 2010–2012 Samir El-Sabini

### Sveriges Elevkårer
- 2013–2014 Mattias Hallberg
- 2015–2016 Emil Gustavsson
- 2017–2018 Lina Hultqvist
- 2019–2020 Ebba Kock
- 2021–2022 Josefine Fälth
- 2023–2024 Embla Persson
- 2025-nuv. Jonatan Lamy

## Företag
Sveriges Elevkårer drev tidigare två helägda företag, Elevrörelsens förlag (2008–) och Elevera (2011–). Syftet var att publicera böcker och sälja studentmössor för att sprida kunskap om skolfrågor och ge förmånliga priser på skolprodukter till sina medlemmar. Organisationens årsmöte beslutade 2017 att efter negativa resultat avveckla företagen som slutligen likviderades i slutet av 2019.

## Tidigare aktiva
Många numera välkända personer har tidigare varit aktiva i Elevorganisationen, SECO eller Elevförbundet. 
Politiker
- Carl Bildt, fd utrikesminister (M), fd statsminister (M), (SECO:s styrelse 1966–1967).
- Anders Björck, fd landshövding Uppsala län, (SECO:s styrelse 1964).
- Lena Ek, fd miljöminister (C), var aktiv i SECO på 1970-talet.
- Lars Engqvist, fd landshövding Jönköpings län, (ordf SECO Småland 1964).
- Gustaf Göthberg, riksdagsledamot (M), (styrelsledamot och internationell sekreterare Sveriges Elevkårer 2013-2014).
- Anders W. Jonsson, gruppledare i riksdagen och vice ordförande för Centerpartiet. Ledamot av Elevförbundets och Elevorganisationens förbundsstyrelser.
- Ann Linde, handelsminister (S), fd EU-minister, förbundssekreterare SECO och handläggare Elevorganisationens förbundskansli.
- Helene Odenjung, kommunalråd (L) Göteborg, ledamot i partistyrelsen/partiledningen, (SECO:s styrelse 1981–1982, Elevorganisationens styrelse 1983–1984)
- Karin Pilsäter, fd statssekreterare i Utbildningsdepartementet (2010–), ordförande i Riksdagens Näringslivsutskott (–2010), riksdagsledamot och ekonomisk talesman (fp), (SECO:s ekonomisekreterare 1979–1982).
- Bosse Ringholm, fd riksdagsledamot (S), fd vice statsminister (Ordf Skaraborgs Elevorganisation 1964).
- Gabriel Romanus, fd riksdagsledamot (FP) och direktör för Systembolaget. Ordförande för SECO 1957.
- Mona Sahlin, fd ordförande i Socialdemokraterna, (f.d. Andersson), vice ordförande i Elevförbundet i slutet av 1970-talet.
- Jonas Sjöstedt, partiledare för Vänsterpartiet. Var vice ordförande för organisationen i början av 80-talet.
- Björn von Sydow, fd riksdagsledamot, fd talman (SECO:s AU 1964).
- Per Unckel, landshövding Stockholms län. Fd generalsekreterare för Nordiska ministerrådet och tid statsråd. (SECO:s styrelse 1964).
- Olle Wästberg, fd riksdagsledamot (FP), fd svensk generalkonsul i New York, fd generaldirektör för Svenska institutet. Vice ordförande för SECO 1963.
- Bertil Östberg, statssekreterare (FP) på Utbildningsdepartementet. Kanslichef på SECO 1976–1977.
- Hans Dahlgren, EU-minister (S), fd ambassadör på UD för mänskliga rättigheter. Ordförande för SECO 1967–1968

Artister
- Fiona FitzPatrick, en av medlemmarna i DJ-duon Rebecca & Fiona. Var vice ordförande för organisationen 2006.
- Soran Ismail, komiker. Jobbade som verksamhetsutvecklare i Uppsala 2008–2009.
- Torbjörn Averås Skorup, komiker. Arbetade som verksamhetsutvecklare i region Öst 2014-2016.

Forskare
- Göran K. Hansson, professor i medicin vid Karolinska Institutet, ständig sekreterare i Kungl. Vetenskapsakademien (Styrelsen 1968–1969).
- John Hassler, Professor i Nationalekonomi. Förbundsordförande Elevförbundet 1981–1982, Förbundsordförande Elevorganisationen 1982–1984.
- Jacob Palme, professor emeritus vid Stockholms Universitet. Ordförande i SECO 1959.
- Erik Sandewall, Professor i datalogi vid Institutionen för datavetenskap vid Linköpings universitet.
- Daniel Tarschys, professor i statsvetenskap, Stockholms universitet. Sekreterare 1962.

Övriga
- Carl Johan De Geer, konstnär. Ordförande för SECO 1958.
- Katarina Engberg, säkerhetspolitisk analytiker. Ordförande för SECO 1969.
- Anders Wejryd, ärkebiskop (Styrelsen 1964–1968)
- Gunnar Wetterberg, samhällspolitisk chef, SACO. Styrelsen för SECO 1967–1970.
- Mats Wingborg, Journalist och utredare. Förbundsordförande för Elevförbundet 1978–1981.
- Seher Yilmaz, ordf. för Rättviseförmedlingen. Ordförande för Elevorganisationen 2004–2006.